# Pro hac vice
De Latijnse uitdrukking pro hac vice betekent voor deze (ene) keer (ronde) en wordt gebruikt om, zowel in het Romeins als in het canoniek recht, een uitzonderingsgeval aan te duiden.
Dit gebeurt bijvoorbeeld met titulair bisschoppen die pro hac vice (dat wil in de praktijk vaak zeggen: voor de duur van hun ambtstermijn) de rang van aartsbisschop mogen voeren. Deze gevallen worden jaarlijks in het Annuario Pontificio beschreven.
Bij kardinaal-diakens komt men het begrip tegen wanneer zij, nadat zij ten minste tien jaar kardinaal-diaken zijn geweest, van het recht gebruik maken om opgenomen te worden in de orde van de kardinaal-priesters en hun titeldiaconie wensen te behouden. Deze diaconie wordt dan pro hac vice als titelkerk aangeduid.
Het kan ook voorkomen dat een titeldiaconie aan een kardinaal-priester bij zijn creatie toegewezen wordt. Ook in die situatie wordt gesproken van een titelkerk pro hac vice. 